# Manuel Calvelo Ríos
José Manuel Calvelo Ríos (10 de enero de 1933) es el creador del modelo teórico de comunicación: Interlocutor<--> Mensaje <--> Interlocutor (I <--> M <--> I), y de la Propuesta Comunicacional de Pedagogía Masiva Audiovisual para la capacitación de sectores rurales y urbano marginados. La FAO lo distinguió con el Premio SEN PREMIO SEN al mejor experto en 1983 por su aporte a la Comunicación para el Desarrollo, y por la evolución de su propuesta de Pedagogía Masiva Audiovisual, también conocida como Pedagogía Masiva Multimedial, en el marco del Proyecto FAO: PER/76/003 COTESU/CESPAC, desarrollado en el Perú entre 1976 a 1985.

## Biografía
Nació en Curtis, La Coruña, Galicia, España, el 10 de enero de 1933. Su familia fue perseguida por la dictadura de Francisco Franco, sufriendo su padre el fusilamiento y su madre la prisión. Es hijo del médico Manuel Calvelo e Isabel Ríos Lezcano. Emigró siendo un niño a la Argentina con su hermano mayor Roberto, donde desarrolló estudios secundarios y universitarios (Geología) en la Facultad de Ciencias Exactas y Naturales de la Universidad Nacional de Buenos Aires.
El Decano Rolando García lo puso al frente del departamento de televisión educativa en 1962, siendo aún estudiante, y allí comenzó a desarrollar el uso de los instrumentos audiovisuales con fines educativos. El compromiso de Calvelo con el habitante del sector rural lo llevó a desarrollar a través de la FAO, una revolucionaria propuesta de uso eficiente de los medios audiovisuales para capacitar a población indígena y rural analfabeta o hablante de idiomas nativos diferentes de la lengua oficial.
Creó y desarrolló un modelo teórico de comunicación:
Interlocutor Técnico <--> Mensaje <--> Interlocutor Masivo, (I <--> M <--> I).
Más un conjunto de propuestas de formación de comunicadores y un método de capacitación para el sector rural basado en el uso del audiovisual, y otros medios de comunicación como la imprenta y la relación interpersonal.
Para desarrollar el modelo de comunicación, trabajó sobre la base de su Propuesta de Comunicación y Pedagogía, conocida en un principio como Pedagogía Masiva Audiovisual o PPA.
El modelo teórico, que trata con respeto al usuario de los mensajes y consulta con él los contenidos, los códigos, el orden, el nivel, el momento de emisión y adaptándose a cada realidad del país subdesarrollado a intervenir, permite incorporar y reivindicar el saber o conocimiento campesino.
"Si lo Oigo me Olvido, si lo Veo me Acuerdo, si lo Hago lo Aprendo" es el proverbio campesino que resume la Propuesta de Pedagogía Masiva Audiovisual y la Metodología de Capacitación Multimedial, que con el uso de Paquetes Pedagógicos Audiovisuales, diseñados y producidos ad hoc para enfrentar una necesidad o problemática de capacitación de una población específica.
El Paquete Pedagógico Audiovisual o P.P.A., es una herramienta didáctica, para ser usada por un Capacitador Multimedial, la cual comparte el conocimiento por diversos medios como: Video, Relación Interpersonal, Manual del Participante, Demostraciones, Ejercicios, y como elemento fundamental el Trabajo Práctico ("Si lo Hago lo Aprendo"), todos estos elementos conducidos por la Guía Pedagógica o del Capacitador.
Investigando contenidos tanto en el universo científico como en el universo campesino se llega a una síntesis o "conocimiento a compartir" derivada de integrar el conocimiento científico moderno y la sabiduría campesina. Este conocimiento a compartir se conserva en el soporte audiovisual, y multimedios, y puede ser reproducido infinidad de veces llegando a la masividad por reiteración de convocatorias sociales, de no más de 30 personas por sesión, por razones pedagógicas y tecnológicas.
Formó gente y puso en marcha sistemas de comunicación en Chile, Argentina, Perú, Bolivia, Brasil, Nicaragua, Honduras, El Salvador, México, Cuba, República Dominicana, Dominica, República Popular China, Corea, India, Malí, Cabo Verde, Níger, entre otros países.
Dictó Conferencias y Seminarios en diversas universidades y centros de investigación de América y Europa, tales como la Facultad de Ciencias de la Comunicación de la Universidad de Brasilia, la Universidad de Florencia (Italia), la Universidad de Viterbo (Italia), el Instituto de Estudios del Mediterráneo (Montpellier), la Facultad de Comunicaciones de Madrid, la Facultad de Filosofía y Letras de la Universidad Nacional de Tucumán (Argentina), la Universidad Autónoma de Xoximilco (México), el Diplomado Comunicación Para el Desarrollo, a cargo de la Dirección de Postgrado del Instituto de la Comunicación e Imagen (ICEI) y del Archivo Etnográfico Audiovisual del Departamento de Antropología de la Facultad de Ciencias Sociales de la Universidad de Chile, más el Fondo de Fomento Audiovisual del Consejo Nacional de la Cultura y las Artes, en Río Hurtado, Región de Coquimbo(Chile), el Seminario de Comunicación Cooperativa en Garanhuns (Brasil), el Seminario de Comunicación para la Mujer (Panamá), el Seminario de Comunicación para el Desarrollo (Costa Rica), el Instituto de Estudios Latinoamericanos, Roma, el Seminario de Pedagogía Audiovisual para TV Profesor en Curitiba (Brasil) o el Coloquio de Física de Pekín.
En Chile fue el Experto y Director de los Proyectos FAO: RLAC/87/P13 Comunicación en Temas de Población (1990-1991) y GCP/RLA/114/ITA Comunicación para el Desarrollo en América Latina (1993-1997), donde se diseñaron y desarrollaron diferentes estrategias de comunicación en la Región de Latinoamérica y el Caribe.
A mediados de los 90, ayudó a incubar empresas de Comunicación para el Desarrollo, y de Pedagogía Masiva Audiovisual en toda la Región de América Latina y el Caribe, que hasta el día de hoy desarrollan su Propuesta Pedagógica y Comunicacional.
Con sus discípulos de Argentina, desarrolló en la Universidad Nacional de Tucumán, a instancias del Decano Luis Bonano, la primera carrera universitaria latinoamericana en Comunicación para el Desarrollo, donde se formaron dos generaciones de alumnos de Argentina, Bolivia, Colombia, Ecuador, México, Cuba, España e Italia.
La carrera, dirigida ad-honorem por el propio Calvelo y Co-Dirigida por el consultor de la FAO Fernando Korstanje, funcionó desde 1998 a 2003 siendo inexplicablemente cerrada ante un cambio de autoridades en esa universidad argentina.
En 2015, como un acto de reparación, la Universidad nacional de Tucumán lo nombró Profesor Honorario.
Desde el 2003, es profesor del Instituto de la Comunicación e Imagen (ICEI) de la Universidad de Chile. En dicha casa de estudios implementa, junto a Francisco Gedda el Taller y Diplomado en Cine y Video Documental durante los años 2003 y 2004. En 2006 gracias a una alianza con el Archivo Etnográfico Audiovisual de la Facultad de Ciencias Sociales de la Universidad de Chile, la Municipalidad de Río Hurtado, Etnomedia Producciones y el Fondo de Fomento Audiovisual del Consejo Nacional de la Cultura y las Artes, realiza un Diplomado en Comunicación Audiovisual para el Desarrollo, el cual se implementa en la localidad de Pichasca, Región de Coquimbo.
En el ICEI realiza clases a los alumnos de Cine Documental, y desde 2008 a 2012 colaboró en el curso Etnografía Audiovisual de la carrera de Antropología de la Universidad de Chile.
Durante el año 2009 realizó clases a los alumnos de primer año de Comunicación Audiovisual de la Universidad de Artes y Ciencias de la Comunicación, UNIACC.
Está casado en segundas nupcias con la bailarina chilena Carmen Aros y tiene dos hijos, Roberto y Daniel. Actualmente reside en Santiago de Chile.